# Электроклэш
Электроклэш — стиль электронной танцевальной музыки, вобравший в себя элементы новой волны, панка и танцевальной электроники. С одной стороны, электроклэш — пародия на ранний синти-поп и в целом электронную музыку 1980-х годов, с другой, он является переосмыслением электронной музыки в рамках новых веяний и экспериментов.

## История стиля
Электроклэш эксплуатирует музыкальные традиции 1980-х годов с использованием синтезаторов, зачастую ранних аналоговых, драм-машин. Для стиля характерно ретрозвучание, музыкальный минимализм, совмещающиеся с визуальными образами 1970—1980-х годов, винтажной эстетикой электро, диско и панка. Определённого «фирменного» звучания (как например гоа или евродэнс) стиль не имеет, скорее можно говорить о неком настроении. Спектр стиля очень широк — от ретро в стиле «Abba» (Ladytron) до минимального техно (Legowelt). В нём часто используются элементы восьмибитной и трекерной музыки, хотя и это необязательно. Прототипы электроклэшевой эстетики можно увидеть в культовом фильме «Жидкое небо». Одними из основателей электроклэша считаются Suicide.
Электроклэш набрал популярность в конце 1990-х годов в Нью-Йорке и Детройте. Официальным местом рождения считается клуб «Лакс» в Вилльямсбурге, где устраивал вечеринки Ларри Ти, человек, придумавший слово «электроклэш» и владеющий правами на него.
Истоки названия находятся в стыках влияний, испытываемых рядом европейских и американских групп, работающих в этом ключе.
Тексты песен в основном заимствуют темы панка, зачастую агрессивные и больше внимания уделяют эмоциям, нежели технике исполнения.

## Исполнители, играющие в стиле электроклэш

### Зарубежные
- 2raumwohnung
- Add N to (X)
- Adult
- Alice in Videoland
- Cazwell
- Calvin Harris
- Chicks On Speed
- Client
- Ellen Allien
- Fischerspooner
- Goldfrapp
- John B
- Jacques Lu Cont
- Ladytron
- LCD Soundsystem
- Mindless Self Indulgence
- Miss Kittin
- Noblesse Oblige
- Peaches
- Robots in Disguise
- Sexy Sushi
- Stereo Total
- Stuart Price
- Super Girl & Romantic Boys
- Tiga
- Vive la Fête[англ.]
- Zoot Woman

### Российские и украинские
- Барто
- Kamon!!!
- Чёртово Колесо Инженера Ферриса
- Ghostsinners
- Red Samara Automobile Club
- Убийцы
- Собаки
- ИСПАНСКИЙ СТЫД
- Somerset
- NEKROKEK
- Yeltsin Is Illuminati
- Запах Секса
- Стереополина
- Клопоцел
- ENPHIS MAGENTA
- m!ssed memories